# Борисов, Василий Петрович (воевода)
Василий Петрович Борисов — окольничий.
Упоминается под 1533 г. в числе присутствующих на свадьбе князя Андрея Ивановича Старицкого с княжною Хованскою.
В 1535 г. он дважды посылался великим князем из Москвы в поход против литовцев воеводой сторожевого полка.
В 1547 г. присутствовал на первой свадьбе царя Ивана Васильевича.
В 1556 г. был пожалован в окольничие. Был воеводой города Чебоксары.
В походе на крымцев 1559 г. был "головою" в "левой руке".